# Сакай, Макарио
Макарио Сакай-и-Леон (1 марта 1870, Тондо — 9 января 1907, Манила) — филиппинский генерал, принимавший участие в Филиппинской революции 1896 года против Испанской империи и в филиппино-американской войне. После того, как в 1902 году Соединенные Штаты объявили войну оконченной, Сакай продолжал сопротивление, руководил партизанским движением. Президент непризнанной Тагальской Республики (1903).

## Биография
Макарио Сакай де Леон родился 1 марта 1878 года на улице Табора в районе Тондо в городе Манила. Сначала он работал подмастерьем в цехе по производству калес («калеса»-повозка). Он также был портным и театральным актёром.
В 1894 году он присоединился к движению Катипунан, боролся вместе с Андресом Бонифачо против власти Испании на протяжении всей Филиппинской революции. В 1896 году на Филиппинах вспыхнуло восстание против введённой испанцами обязательной отработки взамен недоимок.
В 1898 году США не признали независимость Филиппин и купили у Испании Филиппины за 20 млн долларов.
В 1899 году Макарио Сакай продолжил борьбу за независимость Филиппин против Соединенных Штатов. В начале филиппино-американской войны он был заключён в тюрьму за подрывную деятельность, а затем освобождён по амнистии.

### После войны
Сакай был одним из основателей Националистической партии, которая стремилась добиться независимости Филиппин законными средствами. Партия обратилась в Филиппинскую комиссию, но Комиссия приняла Закон о подстрекательстве к мятежу, запрещающий любую форму пропаганды независимости. Сакай снова взялся за оружие.

### Сакай и режим Агинальдо
Вопреки распространённому мнению, сопротивление Филиппин американскому правлению не закончилось поражением генерала Эмилио Агинальдо. Несколько отрядов остались на свободе, в том числе один во главе с Сакаем. Когда в 1901 году Агинальдо капитулировал перед США, Сакай объявил себя Верховным президентом Республики Тагалог — все острова Филиппин от Лусона до Минданао. Сакай написал конституцию, в которой предусматривалось наказание предателей или сторонников врага вплоть до смертной казни. В мае 1902 года Сакай и его люди заявили об открытом сопротивлении США и начали партизанскую войну.
По сведениям генерала Виллафуэрте, они совместно с Сакаем планировали похищение Элис Рузвельт, дочери президента США Теодора Рузвельта, в обмен на предоставление Филиппинам независимости. Похищение не состоялось, поскольку Элис отложила своё путешествие.

### Республика Тагалог
Примерно в 1902 году Сакай основал республику Тагалог в горах Ризала. Первые военные циркуляры и президентские приказы Сакая в качестве «президента и главнокомандующего» были изданы в 1903 году.
В военном циркуляре Сакая № 7 от 19 июня 1903 года правительство Республики Тагалог (именуемой «Республика Филиппины») подтвердило формирование организованной армии. Численность армии республики Тагалог пока неизвестна.
В 1905 году генерал-губернатор Генри Клей Айд уполномочил филиппинского рабочего лидера Доминадора Гомеса вести переговоры о сдаче Сакая и его людей. Гомес встретился с Сакаем в лагере повстанцев. Рабочий передал Сакаю, что создание национального собрания задерживается из-за непримиримости Сакая. Это должно было стать первым шагом к независимости Филиппин. Сакай согласился прекратить сопротивление при условии, что его люди будут амнистированы, им будет разрешено носить огнестрельное оружие, ему и его офицерам будет разрешено покинуть страну. Гомес заверил Сакая, что эти условия приемлемы для американцев.
Сакай хотел добиваться незовисимости Филиппин законными средствами. Он сдался 20 июля 1906 года. Вместе с Виллафуэрте Сакай отправился в Манилу, где их встречали и приглашали на приемы и банкеты.
Одно приглашение пришло от начальника полиции американского полковника Гарри Бандгольца — это была ловушка. Сакай и его главные помощники на вечеринке были разоружены и арестованы.
На суде Сакай был обвинен в бандитизме. Американский колониальный Верховный суд Филиппин оставил это решение в силе. Сакай был приговорен к смертной казни и повешен 13 сентября 1907 года.
Перед смертью он сделал следующее заявление:
Смерть рано или поздно приходит ко всем нам, поэтому я спокойно встречусь с Господом Всемогущим. Но я хочу сказать вам, что мы не бандиты и грабители, как нас обвиняют американцы, а члены революционной силы, защищавшей нашу родину, Филиппины! Прощальный привет! Да здравствует Республика и пусть в будущем родится наша независимость! Да здравствуют Филиппины!
 Позже в тот же день он был похоронен на Северном кладбище Манилы.

## Память
13 сентября 2008 года на площади Морга в Тондо был открыт памятник Сакаю. В том же месяце Сенат принял две отдельные резолюции, посвященные жизни Сакая и его соратников-борцов за свободу за их вклад в дело независимости. В январе 2016 года в честь генерала Макарио Сакая был назван лагерь Лагуна в Лос-Баньосе.

## В культуре
Сакай был известен тем, что имел длинные волосы. Его имя используется на Филиппинах для обозначения людей, нуждающихся в стрижке.
Появился в фильмах «Сакай» (1993), «Эль Президенте» (2012) и сериале «Катипунан» (2013).